# AGM-88 HARM
AGM-88 HARM (High-speed Anti-Radiation Missile) är en anti-radarrobot utvecklad vid Naval Air Weapons Station China Lake och tillverkad av Texas Instruments.

## Design
AGM-88 HARM har en radiomottagare som avlyssnar frekvensbandet 2–20 GHz. Den känner igen och kan låsa på de typiska pulssignalerna från pulsdopplerradar. De första modellerna kunde undgås genom att stänga av radarsändaren, men senare versioner sparar sändarens position och flyger dit med hjälp av GPS-navigering. AGM-88E har dessutom en egen radar som kan hitta och följa målet även om det flyttar på sig. Roboten är helt autonom och kan inte styras efter avfyring.

## Historia
År 1983 beställde USA:s flygvapen en ny signalsökande robot som skulle ersätta AGM-45 Shrike och AGM-78 Standard ARM som beväpning på EF-4G Wild Weasel. Roboten kunde integreras med flygplanets AN/APR-47 radarvarningssystem. Även USA:s flotta var intresserade av en ny anti-radarrobot och gick med i projektet.
Roboten togs i tjänst 1985 och användes första gången under bombningen av Libyen i april 1986.
Under Kuwaitkriget användes AGM-88 flitigt för att nedkämpa det irakiska luftförsvaret. Vid ett tillfälle riktade akterskytten i en B-52:a sin eldledningsradar mot en EF-4G som misstog den för en irakisk luftvärnskanon och avfyrade en AGM-88 mot den. Roboten träffade och det stora bombplanet skadades av splitter. Efter incidenten döptes den B-52:an om till "In HARM's way".
AGM-88 har 2022 levererats till Ukraina där det har använts mot ryska luftvärnssystem.

## Varianter
- AGM-8A även kallad AGM-88 Block I. Första produktionsserien.
- AGM-8B (Block II) tillverkad från 1986. Raketmotor med längre räckvidd och nyare elektronik. Efter mjukvaruuppgradering 1990 kallad Block III.
- AGM-88C (Block IV) Ny sprängladdning med wolfram-splitter och mottagare som klarar frekvenser ner till 500 MHz. Kallad Block V efter att ha programmerats att kunna låsa på störsändare.
- AGM-88D (Block VI) med GPS-mottagare för att kunna navigera till sändarens senast kända position.
- AGM-88E AARGM (Advanced Anti-Radiation Guided Missile) Ny elektronik och en mikrovågsradar som kan låsa på och följa mål som rör på sig.